# Lorenzo Sotomayor (football)
Pour les articles homonymes, voir Sotomayor.
Lorenzo Sotomayor Fernández (né le 2 février 1949 à Najasa, dans la province de Camagüey) est un footballeur cubain des années 1970, évoluant au poste de défenseur. 
Son frère, Osvaldo Sotomayor, était également footballeur, international cubain lors de la Coupe des nations de la CONCACAF 1967.

## Biographie

### Carrière en équipe nationale
Sotomayor fait partie du groupe de joueurs appelé à disputer le tournoi de football des Jeux olympiques en 1976 à Moscou, même s’il reste sur le banc durant la compétition. Il participe également aux éliminatoires de la Coupe du monde de 1978 (1 match disputé face à la Jamaïque, le 29 août 1976).
Au niveau régional, il figure dans l'équipe disputant la 5e édition de la Coupe des nations de la CONCACAF en 1971. Un an auparavant, il avait remporté la médaille d'or à l'occasion des Jeux d'Amérique centrale et des Caraïbes de 1970.

## Palmarès

### En club
- Champion de Cuba en 1969, 1970, 1975 et 1977 avec le FC Granjeros.

### En équipe de Cuba
- Vainqueur des Jeux d'Amérique centrale et des Caraïbes en 1970.